# Collinsella aerofaciens
Collinsella aerofaciens es una especie de bacteria grampositiva del género Collinsella. Es la actinobacteria más abundante en el tracto gastrointestinal de los seres humanos sanos. Fue descrita en el año 1999, es la especie tipo. Su etimología hace referencia a producción de gas. Anteriormente conocida como Eubacterium aerofaciens, que se describió en 1935. Es anaerobia estricta e inmóvil. Tiene un tamaño de 0,3-0,7 μm de ancho por 1,2-4,3 μm de largo. Crece formando cadenas. Forma colonias blancas en agar EG tras 2 días de incubación. Temperatura óptima de crecimiento de 37 °C. Tiene un genoma de 2,3 Mpb y un contenido de G+C de 61%. Se ha aislado principalmente de heces humanas. 